# Cobija (gemeente)
Cobija is een gemeente (municipio) in de Boliviaanse provincie Nicolás Suárez in het departement Pando. De gemeente telt naar schatting 70.563 inwoners (2018). De hoofdplaats is Cobija.